# Harare Tribune
De Harare Tribune is een internetkrant uit Zimbabwe opgericht in 2001. De Harare Tribune is een van de kranten die  rond het jaar 2000 zijn opgekomen, ten tijde van de strijd tegen de onafhankelijke media door de ZANU-PF-regering. De krant heeft zijn hoofdkwartier te Harare.